# Pálmenes Yarza
Pálmenes Yarza (Nirgua, Yaracuy, 1 de enero de 1916-Caracas, 17 de diciembre de 2006) fue una escritora, poetisa y docente venezolana que tuvo una activa participación en la escena literaria del país a lo largo de toda su vida,al tiempo que desempeña un importante ejercicio pedagógico y comunitario. Al igual que su esposo, el antropólogo, escritor e investigador también yaracuyano Gilberto Antolínez, consuma una obra que ahonda en la profundidad de sus raíces, que busca en lo ontológico esa importancia del universo femenino y que atraviesa la densidad de la naturaleza y ese paisaje que le aproxima al estudio e interés por lo indigenista nacional.
Fue también Agregada Cultural de Venezuela en Cuba desde 1947 hasta 1950, experiencia que inicia durante la presidencia del escritor y político venezolano Rómulo Gallegos. A partir de 1959 ejerce el periodismo publicando artículos de crítica, ensayo y cuentos infantiles en diferentes diarios y revistas relevantes (nacionales e internacionales) como: El Nacional, El Universal, El Heraldo, El Globo, Últimas Noticias y Revista Nacional de Cultura, en Venezuela; Azor de España, Diario de la Marina, Carteles y El Mundo de Cuba, y Diario El Norte de México. 
Considerada una trovadora de los sentires de la mujer por los singulares ámbitos de su Venezuela natal, extendiéndose más allá de lo doméstico (ámbito familiar) y de lo administrativo (ejercicio de la docencia y cargos públicos). De su exhaustiva producción literaria destacan: Pálmenes Yarza (1936), Espirales (1942), Instancias (1947), Ara (1950), Elegías del Segundo (1961), Fábula de la Condena (1972), Contraseñas del Tiempo, obra poética entre 1962–1969 (1974), Recuento de un Árbol y Otros Poemas (1975), Poemas. Incorporaciones de la Isla (1976), Obra Poética 1936–1976 (1977), Borradores al Viento (1988), Memoria Residual (1994), Al Paso del Tiempo (1995), Páginas de Acopio en Mesa Revuelta, Antología Poética (1999), Expresiones (2002).
Ha sido galardonada con el Premio Municipal de Poesía (1974) y el Premio Anual de Poesía (1996) otorgado por el Círculo de Escritores de Venezuela. Además de ser parte de la Asociación Venezolana de Escritores y la Asociación Venezolana de Periodistas.

## Biografía
Pálmenes Yarza nace en una pequeña localidad de Nirgua, ciudad ubicada en la cordillera del interior del estado Yaracuy, fundada en 1624 con el nombre Nuestra Señora del Prado de Talavera. Hija de Manuel Yarza y Berta Tortolero Latouche, vivió desde sus primeros años en la vecina ciudad de Valencia donde pierde a su padre cuando contaba apenas con 4 años de edad y donde inicia sus estudios primarios en la Escuela Federal Peñalver.
Desde muy temprano mostró una acusada vocación humanística que le lleva a cursar estudios en la Escuela Normal de Caracas desde 1933 hasta 1935 cuando egresa como Maestra Normalista, pese a la doliente pérdida de su madre en 1934, cuando apenas contaba con 18 años de edad. Tras esa experiencia, comienza a ejercer la docencia en las ciudades de Valencia, La Victoria y Caracas.

En 1936, irrumpe en el panorama literario de Venezuela de la mano del destacado poeta, abogado y político venezolano Andrés Eloy Blanco, quien ya se configuraba una importante presencia en la escena cultural nacional siendo Jefe del Servicio de Gabinete en el Ministerio de Obras Públicas, haciendo parte de la Organización Revolucionaria Venezolana y como marcado disidente del ex-dictador Juan Vicente Gómez. Eloy Blanco, cautivado entonces por la sensibilidad y complejidad de la joven poeta, le escribe el prólogo de ese primer poemario titulado con su propio nombre: “Pálmenes Yarza”, denotando en el título su carácter autobiográfico y dedicado enteramente a la memoria de su padre. A este respecto Andrés Eloy Blanco comenta:
“Pálmenes Yarza es maestra de escuela, en Valencia. Nació en Nirgua y estudió en Caracas. No sé si tiene ya veinte años. No se lo he preguntado, porque sé que tiene cinco mil años de inquietud y está naciendo de novedad. Una hoja en colisión con su sensibilidad, basta para su reacción lírica. Es hosca y angustiada; la timidez se le hace más evidente por la presión del contenido.
Va a publicar su primer libro. Su primer libro se llamará `Pálmenes Yarza´, así, como el hijo de Juan se llama Juan. Y es Juan. Su libro es ella, Pálmenes Yarza, poeta y poetisa de Venezuela. Después, tendrá otro libro; no lo escribirá, lo tendrá, como se tienen hijos, con dolor de entrañas. Y llámese como se llame, será Pálmenes, carne de Pálmenes, para gozo de América.”
Así mismo, el poeta y político venezolano José Ramón Medina, ganador del Premio Nacional de Literatura en 1959, se expresa sobre ese primer poemario: “Está dotada de una limpia unidad temática, en la que se desenvuelve el tono meditativo e ideológico, sin perder por eso la viva cercanía y amistad del sentimiento y la emoción humana.”
A partir de entonces, el nombre de Pálmenes Yarza comenzó a sonar con fuerza en los círculos literarios de Caracas, lo que sirvió a la poetisa para entablar una sólida relación con algunas figuras relevantes de las Letras de su país, como los escritores y miembros del Grupo Viernes Vicente Gerbasi y Pablo Rojas Guardia; y que le lleva más adelante a ser considerada parte de la Generación de 1935.

Recientemente el ensayista, escritor y crítico literario Lubio Cardozo, a propósito de esa atemporalidad que denota su obra, cita de su primer poemario: “Qué canto más hermoso tienen las cosas verdes” y comenta sobre su obra: 
“Exhibe su poesía un horizonte de dilatada cobertura semántica, la reiterada presencia del entorno de la naturaleza silvestre, los árboles, las hierbas, las flores, con menor frecuencia los animales. Nunca sus paisajes —el selvático verdor— se exponen domesticados por la palabra, por el contrario los ambientes boscosos irrumpen en sus composiciones líricas con sorprendente libertad, tal cual se le revelan a la poeta.”
Durante 1942 publica su segundo libro titulado: Espirales, año en que se inscribe también en el Instituto Pedagógico Nacional de Caracas, de donde egresa en 1946 como Profesora de Lengua y Literatura en la especialidad de Castellano, Literatura y Latín, con la tesis Una ojeada al modernismo de la lírica contemporánea. Ese mismo año se desempeña como profesora de secundaria en las asignaturas de Español, Literatura y Latín, en el Liceo Fermín Toro, Liceo Rafael Urdaneta y el Colegio Católico Venezolano.

En 1947 publica su tercera obra bajo el título de: Instancias; dedica un poema a la memoria de la poeta Soledad Carrillo, fallecida ese mismo año en la Tragedia aérea del Cerro las Pavas, Yaracuy, del 8 de abril; y se traslada a Cuba como Agregada Cultural por la Embajada de Venezuela bajo el gobierno del Presidente Rómulo Gallegos, donde hará parte de la Asociación Cultural de las mujeres de La Habana hasta 1950 cuando retorna al país para publicar su volumen titulado: Ara. Uno de los poemas dice:
"La tarde, lentamente, deja mi estancia ciega
y se va despidiendo de fuentes y de rosas.
Yo soy el horizonte de su postrer celaje.
Ah, el Sol; un mundo errante deja su luz de entrega
y un largo pensamiento de iris en las cosas

como un adiós de aroma cuando se va de viaje."
Desde 1959 ejerce el periodismo publicando artículos de crítica, ensayo y cuentos infantiles en diferentes diarios y revistas relevantes (nacionales e internacionales) como: El Nacional, El Universal, El Heraldo, El Globo, Últimas Noticias y Revista Nacional de Cultura, en Venezuela; Azor de España, Diario de la Marina, Carteles y El Mundo de Cuba, y Diario El Norte de México. Momento también en que la Revista Lírica Hispana publica su obra: Esquema Poético. 
Pálmenes Yarza conservó un marcado interés por las humanidades durante toda su vida, de tal manera que en 1984, cuando contaba ya con 68 años de edad, obtuvo la Licenciatura en Letras por la Universidad Central de Venezuela (UCV). Y tras su jubilación como docente, combina su trabajo literario con labores comunitarias de alfabetización -por iniciativa propia y sin recibir remuneración alguna- en el barrio Barola de Carrizal, denotando su dedicado interés por lo educativo, social y humano.

El éxito de su obra entre los lectores de poesía venezolanos se ha visto refrendado por los constantes elogios de la crítica especializada, que no ha ahorrado espacio a la hora de comentar la profundidad poético-filosófica de sus versos. Así, Gilberto Antolínez ha escrito sobre su amada:
“En el fondo de su ser surge el anhelo gótico de la ascensión, el ansia de lo cerúleo, la evasión de lo telúrico... La mujer-turbión se enfrenta a la mujer-palmera: en el sentido giratorio, ferino, muscular, de la vida original zoológica, frente a ese otro sentido vegetal, surgente, vertical, de raigón secular y erguido caule.” 
Así, verbigracia, el escritor, folclorista e intelectual Juan Liscano, ha sostenido que:
"Su poesía resulta demasiado esquemática para la complejidad de su personalidad americana, en la que se oponían y a veces se conjugaban los términos más opuestos”.
Al margen de su producción poética, Pálmenes Yarza ha cultivado también con notable acierto el género ensayístico, ámbito en el que ha brillado singularmente con volúmenes como Al paso del tiempo (1955) y Una ojeada al modernismo en la lírica venezolana (1994). Tan importante han sido sus aportaciones al ensayo venezolano de la segunda mitad del siglo XX, que algunos estudiosos de su obra la prefieren como ensayista antes que como poeta. Pero, en general, su valoración como poetisa está por encima de cualquier duda. Así lo han notado sus contemporáneos, que le han distinguido con galardones como el Premio Municipal de Poesía (con el poemario Contraseñas del tiempo, 1974) y el Premio Anual de Poesía (otorgado por el Círculo de Escritores de Venezuela, en 1996). Además, algunos de sus poemas han sido recogidos en recopilaciones tan importantes como la Antología del Fondo Editorial Bonaerense o Las mejores poesías venezolanas (seleccionada por el poeta, traductor y crítico literario Guillermo Sucre, Premio Nacional de Literatura en 1976).
Por su indiscutible trayectoria, esta ilustre nirgüeña ha sido leída y reconocida como una venezolana integral, y es por eso que -además de sus diversos reconocimientos- su nombre figura en varias antologías de poetas venezolanos publicados en diversos países. 

Pálmenes Yarza vivió pues, siempre dedicada a sus actividades intelectuales con gran lucidez y entrega, a pesar de su delicada salud que ya para el año 2004 le hace aquietar su presencia en la escena. En una de sus últimas entrevistas dijo:
“Yo me siento satisfecha conmigo misma por cuanto he escrito tanto como he podido, ya que divido mi tiempo entre la docencia y el periodismo (…) Escribo para responderme, responderme las cuestiones que me planteo frente al cosmos. También para que los demás me lean, en el sentido de que me comuniquen con su mundo, y yo a mi vez reciba la comunicación de ellos.”

## Comentarios y Críticas sobre su obra
Pálmenes Yarza desarrolló una obra completa, en el sentido de que no hay ausencias ni excesos. Tan precisa como cada uno de los títulos con que ha definido sus volúmenes publicados. No hay regodeo ni excusa en su lírica, sino una fascinante cordura entre el imaginario autóctono y la espesura cósmica; y en cambio, sus líneas han sido esbozadas audazmente con voluntad y mesura. (Juan Carlos Urrutia. Nota biográfica sobre Pálmenes Yarza, 2023)

A propósito de su primera publicación Pálmenes Yarza (1936) el ensayista, poeta e historiador venezolano Rafael Arráiz Lucca dice:
“Que yo recuerde es el único poemario publicado en Venezuela que lleva por título el nombre de la autora: valiente asunción de la autoría desde una perspectiva protagónica.”
Así mismo, el ya mencionado Andrés Eloy Blanco -a propósito de su introducción a Pálmenes Yarza en el círculo literario nacional- comenta:
“Cuando presenté a Pálmenes Yarza en la Asociación Venezolana de Arte, dije cosas que parecieron exageradas a muchos de los que estaban allí. No les valió escuchar luego los poemas de ella; y no digo sus poemas, sino los poemas [de ella], que no saben sino a ella; o [a él], en el genérico insexuado del poeta, que se declina en función cósmica; poemas de la honda mujer, que pierde género al llegar a lo profundo, no a lo áspero, ni menos a lo masculinizado.
Creyeron que en mis palabras había mucho de entusiasmo presuroso; o quizá alucinaron frente a la bella mujer que yo traía de la mano. No les valió la presencia íntima de lo que les traía a todos del corazón mientras caminaban sus poemas.
Al presentar a Pálmenes, anuncié en ella un nuevo signo lírico. Y me gocé en darle vueltas y manosear, exprimiéndolo, el sabroso e inquietante sustantivo signo; fue envuelto por mí en sentidos entrañables: signo es indicio. Así estaba bien; y aún mejor, sospecha, síntoma, angustia gozosa. Porque Pálmenes es signo de florecer, indicio de superación.”
Lubio Cardoso, en su artículo titulado “Poeta del eterno verdecer de la alegría” le dedica las siguientes palabras:
“En todas sus obra, Pálmenes Yarza se ha revelado como una autora de gran densidad ontológica, dentro de una corriente poética que resalta el acento femenino sin apartarse de una clara influencia clásica en las formas y contenidos de sus poemas.”
En relación con su obra Antología Poética, reimpresa en 2004 por Monte Ávila Editores Latinoamericana dentro de su Colección Básica de Autores Venezolanos, la escritora húngaro-venezolana y prologuista del volumen Judit Gerendas, entre otros aspectos nos señala:
“(…) La poesía de Pálmenes Yarza intenta captar la imagen del presente, el momento clave, y a la vez reencontrar el ámbito del pasado, el tiempo perdido.
Se va produciendo un contraste rítmico entre espacio y tiempo y, en lograda cadencia, se evoca el mundo rural, el mundo de la infancia, a la vez que se atrapa, por momentos, el instante dentro de las entrañas del tiempo, en un asedio a la hora, al minuto, al parpadeo del segundo, en un ir y venir dentro de Cronos, el que todo devora (…).
El pasado, eso que tanto busca la poeta y que tanto se le escapa, se representa también mediante la vegetación y las paredes recubiertas por la arena, la cual tapa al tiempo, superponiéndose al antiguo mundo, que de esta manera queda sumergido, y sólo el trabajo de la arqueología poética puede recuperarlo (…) Se ha reencontrado con el pasado y, con los elementos aportados por la ruina y la soledad, ha entretejido su texto y entrado en diálogo con el mundo”.
Por su parte, la poetisa, ensayista y dramaturga Ida Gramcko, Premio Nacional de Literatura en 1977, dice: 
“Un acento doloroso, dramático, recorre la poesía de Pálmenes Yarza, que no admite el posible consuelo del sol.”
En su libro Ellas, Laura Antillano (escritora, promotora cultural y profesora universitaria; Premio Nacional de Literatura en 2013) reflexiona sobre esas mujeres que se iniciaron en la escritura de la década del 30 con la audacia y virtud de existir para ellas mismas:
"La voz poética de Pálmenes Yarza es retadora, su autenticidad reside en esa noción de definición a ultranzas (...) La presencia del Yo construido en la voz del poema, señala una definición del camino a seguir, una conciencia del imaginario edificador, la definición de la voz poética es al mismo tiempo la definición del si misma (...) Su poemario del 38 abre con palabras que definen una voluntad de ser, un empeño audaz y sin concesiones." 
Finalmente, su compañero -de profesión y matrimonio- Gilberto Antolínez, expresa en clave de admiración y anécdota:
“La presencia de estos muertos (el padre y la madre) y algún otro, hacen alarido ahora aquellos suaves versos de sus primeros años.”
“Ay, su boca dulce y expresiva de un raro entorno, de un raro movimiento trepidatorio al hablar. Su boca eslavona o escandinava de Greta-Garbo, de mujer azotada por indescifrable `fatum´: boca de tarde en tarde cruel: dulce labio de grana y de gemido, para mi sed señero, muelle y vivo.”
“En Orinoco (Pálmenes) llegó a creer que yo podía sacrificarla en los petroglifos de Cerro Sedeño, donde tuvo culto el Dios (sic) Amavilaca, o sacrificarla a los antepasados de los indios Panare. ¿Quién sabrá qué va a decidir de pronto esta cabecita hermosa y torturada?” (Retratos y figuras. pp.83–85)

## Obra literaria
- Pálmenes Yarza (1936) / Poemario
- Espirales (1942) / Poemario
- Instancias (1947) / Poemario
- Ara (1950) / Poemario
- Amor (1950) / Poemario
- Canciones (1950) / Poemario
- Al paso del tiempo (1955) / Ensayo
- Esquema Poético (1959) / Poemario
- Elegías del segundo (1961) / Poemario
- Fábula de la condena (1973) / Poemario
- Contraseña del tiempo 1962-1968 (1974) / Poemario
- Recuento de un árbol y otros poemas (1976) / Poemario
- Incorporación de la isla (1976) / Poemario
- Obra poética (1977) / Antología poética
- Borradores del viento (1988) / Poemario
- Poesía (1992) / Poemario
- Memoria residual (1994) / Poemario
- Una ojeada al modernismo en la lírica venezolana (1994) / Ensayo
- Al paso del tiempo (1995) / Poemario
- Un día (1997) / Poemario
- Mesa Revuelta (1999) / Antología poética
- Expresiones (2002) / Poemario
- Antología poética (2004) / Selección y Prólogo de Judit Gerendas
- Antología (2005) / Selección y Prólogo de Fredo Arias de la Canal

## Fragmentos
"Yo escribo poesía más o menos desde los doce años, el motivo inicial fue mi madre, un poema que escribí relativo al ambiente familiar. Luego continué con distintos temas (…) principalmente el paisaje, sobre todo busco mi contacto con el mundo, mi contacto con la humanidad a través de mi expresión poética."
_ 
Árbol, tu jerarquía es ser un peregrino
de la luz,
del ansia de sufrir, de huirse con el viento
y las campanas,
de alcanzar imposibles horizontes.
Bajo tu pecho, sobre él,
paso en reflejo,
permanezco,
en sonoridad callada de memorias.

(Recuento de un árbol y otros poemas, p. 32)
_
Padre:
Sola estoy como señera roca
del confín más distante.
(…)
Sola, sí,
como esos desgarrones de los mundos.
Como tu cabellera que negó la borrasca,
la sombra la miró trama de luces,
y a un tiempo la encontraron los soles y las aguas.

(Instancias. Poema "Recado e intimidad")
_
Siento sumirme con esa nube
en el bostezo infinito de este cielo.
Somos limpias fachadas, certezas ideales.
Una piedra elefanta sirve de hito
de confesionario,
guarda la efigie desgarrada
de la cumbre.
El hallazgo de un pájaro hace patente el goce
frente a los seres simples.
El cielo nos entrega
en la pulcra desidia de la niebla
el árbol imposible.
Experimento la prisión del empeño.
El cuerpo resiste el vacío y lucha avariento
y quiere deslindarse de sus sombras.

(Borradores al viento, p. 77)
_
Parece que estos cactos se estrenaran
pensativos y sobrios,
y que los chaguaramos elevaran sus lumbres,
como rectos velones, en sus cenizos troncos.
Entre las hojas ya se pierde el rastro
de la luz en camino.
Pero, antes de marcharse, al jazminero blanco
va a dejarlo encendido.

(Espirales. Poema "Ángelus")
_
Miro mi casa: mi mejor parentesco,
en un minúsculo pueblo donde morí hace tiempo
extraña a las ciudades;
coloquio penumbroso
donde ofrecí
aquel vino saliendo de un suelo sagrado
desde tumbas remotas.

(Memoria Residual. Poema "Miro mi casa")
_
Y el ser:
¿qué hace con la muerte?
Toda la estructura viva
deja su estatua de regreso:
marga, arena, espuma.
Y el ser:
¿se funde al centro de las sombras?

(Poema Toda nuestra forma)

## Otras publicaciones[11][12]
- Revista Nacional de la Cultura Nº 297 (1995) Edit. CONAC / Revista Literaria. 357 páginas. Varios Autores. Pálmenes Yarza con su crónica: "Apuntes sobre un poeta contemporáneo: Marco Ramírez Murzi”.
- Revista CAROHANA Nº 40 (2020) Edit. Universidad Pedagógica Experimental Libertador UPEL / Revista Cultural. 225 páginas. Varios Autores. Pálmenes Yarza con su artículo: "Sonata de los Sueños, de Eliseo Jiménez Sierra”, Pág. 6 - 11.[13]
- ESCALONA-Escalona, José Antonio (1981) Poetas Premiados por la Municipalidad de Caracas 1943-1980 / Antología Poética, Varios Autores. Editorial Consejo Municipal del Distrito Federal. 240 páginas.
- DE LA CANAL, Fredo Arias (2005) Antología de la poesía oral-traumática, cósmica y tanática de Pálmenes Yarza. México. Frente de Afirmación Hispanista A. C., 162 páginas.
- LISCANO, Juan (1973) Panorama de la literatura venezolana actual. Caracas. Publicaciones Españolas, S.A.
- ARISTEGUIETA, Jean (2007) A Pálmenes Yarza, amiga y poeta legendaria. Caracas.
- MEDINA, José Ramón (1956) Examen de la Poesía Venezolana Contemporánea / 4. Colección "Letras Venezolanas". 55 páginas.[14]
- ANTILLANO, Laura (2013) Ellas. Signo Ediciones y Comunicaciones, C.A. 429 páginas.